# Теодори
Теодори (пол. Teodory) — село в Польщі, у гміні Ласьк Ласького повіту Лодзинського воєводства.
Населення — 496 осіб (2011).
У 1975-1998 роках село належало до Серадзького воєводства.

## Демографія
Демографічна структура станом на 31 березня 2011 року:
|          | Загалом | Допрацездатний вік | Працездатний вік | Постпрацездатний вік |
| -------- | ------- | ------------------ | ---------------- | -------------------- |
| Чоловіки | 240     | 49                 | 168              | 23                   |
| Жінки    | 256     | 38                 | 177              | 41                   |
| Разом    | 496     | 87                 | 345              | 64                   |